# Otto Dreyer (Politiker)

Otto Dreyer

Otto Dreyer (* 15. Oktober 1903 in Gollenberg; † 23. August 1986 ebenda) war ein deutscher Politiker (NSDAP).

## Leben und Wirken
Nach der Volksschule besuchte der Bauernsohn Dreyer von 1925 bis 1927 die Landwirtschaftsschule Birkenfeld und erhielt anschließend im elterlichen Betrieb eine landwirtschaftliche Ausbildung. 1930 übernahm er den elterlichen Hof und arbeitete als Landwirt in Gollenberg. Im Oktober 1931 heiratete er.
Ab Oktober 1930 beriet Dreyer die NSDAP im Kreis Birkenfeld in landwirtschaftlichen Fragen. März 1931 trat er in die SA ein und zum 1. desselben Monats der NSDAP bei (Mitgliedsnummer 456.718). Bis 1933 war er Gauredner und landwirtschaftlicher Gaufachberater für den Gau Koblenz-Trier. Von 1932 bis 1933 war Dreyer NSDAP-Abgeordneter des Landesteils Birkenfeld im Oldenburgischen Landtag. 
Nach der Machtübertragung an die Nationalsozialisten war Dreyer von 1933 bis 1945 Gauamtsleiter des Amtes für Agrarpolitik im Gau Koblenz-Trier. Ab Dezember 1933 war er Landeshauptabteilungsleiter der Landesbauernschaft Rheinland, eine Funktion, in der er die Zusammenfassung der bisherigen landwirtschaftlichen Organisationen im Reichsnährstand organisierte. Von November 1933 bis zum Ende der NS-Herrschaft im Frühjahr 1945 war Dreyer Abgeordneter für den Wahlkreis 21 (Koblenz-Trier) im nationalsozialistischen Reichstag. Ab 1942 war er Landesbauernführer der Landesbauernschaft Moselland. Zudem bekleidete Dreyer mehrere Funktionen im Genossenschaftswesen, unter anderem als Präsident des Raiffeisenverbandes Westmark e.V. Im Mai 1936 trat er der Schutzstaffel (SS-Nummer 276.594) bei, in der er zuletzt am 20. April 1939 zum Obersturmbannführer befördert wurde.
Während des Zweiten Weltkrieges gehörte Dreyer der Waffen-SS an und erreichte 1943 den Rang eines Obersturmbannführers. Kurz nach dem deutschen Angriff auf die Sowjetunion wurde Dreyer am 27. Juni 1941 zum Kriegsverwaltungsvizechef im Einsatzstab Ost ernannt; er leitete die Chefgruppe Landwirtschaft der Wirtschaftsinspektion Kaukasus. Zurück im Rheinland übernahm er im November 1943 im Rahmen seiner Tätigkeiten für den Reichsnährstand die Leitung des Provinzial-Ernährungsamtes beim Oberpräsidenten der Rheinprovinz.
Nach dem Kriegsende war Dreyer für drei Jahre interniert; anschließend bewirtschaftete er seinen Hof in Gollenberg. In der Entnazifizierung wurde Dreyer im November 1949 von der Spruchkammer Koblenz als „Minderbelasteter“ eingestuft.
1952 wurde Dreyer in den Ortsgemeinderat gewählt und war von 1955 bis 1974 Ortsbürgermeister von Gollenberg. Mit einer eigenen unabhängigen Bauernliste (Liste Dreyer) saß er 18 Jahre lang im Kreistag des Landkreises Birkenfeld. 1962 wurde er Vorsitzender des Kreisbauernverbandes Birkenfeld und übte ehrenamtliche Tätigkeiten in der Landwirtschaftskammer aus. Er förderte Maßnahmen zur Flurbereinigung und war für mehrere Jahre Mitarbeiter bei der Landsiedlung Rheinland-Pfalz und Mitglied im Landesplanungsrat und dem Beirat für Landespflege des Landwirtschaftsministeriums Rheinland-Pfalz.
Wegen seiner Verdienste für die Landwirtschaft wurde Otto Dreyer 1974 von dem Ministerpräsidenten Helmut Kohl zum Ökonomierat ernannt.